# أديس أبابا
أدِيس أبَابَا (بالأمهرية: አዲስ አበባ، بالأورومو: Finfinnee) (وتكتب أحيانًا أديس أبيبا، والتي تستخدمها الهيئة الإثيوبية الرسمية للخرائط) وتأسست في عام 1886. (في اللغات الإثيوبية: الأمهرية، أديس أبابا «زهرة جديدة»، أورومو، Finfinne «نافورة»، أصد: [ad:i:s aβəβa]؛ الجعزية ኣዲስ ኣበባ) وهي عاصمة إثيوبيا والاتحاد الأفريقي وسابقتها منظمة الوحدة الإفريقية، وأيضِا أكبر مدينة في إثيوبيا، ويبلغ عدد سكانها 2.738.248 وفقا لتعداد السكان لعام 2007. باعتبارها مدينة في معاهدة (ras gez astedader)، فإن أديس أبابا لها كلا الوضعين كمدينة ودولة. وهو غالبا ما يطلق عليها عاصمة أفريقيا أو «العاصمة الأفريقية» نظراً إلى أهميتها التاريخية والدبلوماسية والسياسية للقارة. المدينة يسكنها ناس من مختلف المناطق من إثيوبيا—البلد فيها ما لا يقل عن 80 جنسية يتحدثوا 80 لغة وينتمون إلى مختلف الطوائف الدينية. وتقع العاصمة الإثيوبية أديس أبابا على ارتفاع 7,546 قدم (2,300 متر)، مما يجعلها خامس أعلى عاصمة في العالم بعد بوغوتا عاصمة كولومبيا. أديس أبابا هي أرض بيوم خضراء وتقع عند  من أدنى مستوياتها حول مطار بولي الدولي، 2,326 متر (7,631 قدم) فوق مستوى سطح البحر في المحيط الجنوبي، المدينة ترتفع إلى أكثر من 3,000 متر (9,800 قدم) وفي جبال إنتوتو إلى الشمال.
الموقع تم اختياره من قبل الإمبراطورة تايتو بيتول وتأسست المدينة في عام 1886 على يد زوجها الإمبراطور منليك الثاني، والآن يبلغ عدد سكانها حوالي 2.7 مليون نسمة.
المدينة تقع عند سفح جبل إنتوتو، وهي موطنا لجامعة أديس أبابا.

## التاريخ
أديس أبابا أسسها إمبراطور إثيوبيا منليك الثاني. اسم المدينة (ኣዲስ ኣበባ) مأخوذ من أجزاء من المدينة تدعى hora Finfinnee («الينابيع الساخنة») في أورومو. اسم أورومو آخر للمدينة Sheger. مينيليك، كما في البداية ملك للمقاطعة شيوا، عثر على جبل إنتوتو قاعدة مفيدة للعمليات العسكرية في جنوب مملكته، وزار في عام 1879 أنقاض مدينة مديفال من القرون الوسطى، وصخرة الكنيسة التي لم تنته والتي أظهرت دليلا على الوجود الإثيوبي في المنطقة قبل حملات أحمد جران. اهتمامه للمنطقة نمى عندما بدأت زوجته تايتو العمل على كنيسة في إنتوتو، ومينيليك وهبها كنيسة ثانية في المنطقة. ومع ذلك المنطقة القريبة لا تشجع على تأسيس مدينة نظراً لعدم وجود الحطب والماء، وقد بدأت التسوية فعليا في وادي جنوب الجبل في عام 1886. وفي البداية بنت تايتو بيتا لنفسها بالقرب من "Filwoha" الينابيع المعدنية الساخنة، حيث أنها وأعضاء الديوان الملكي شوان كانوا يحبوا أن يأخذوا حمامات معدنية. واستقر نبلاء أخرون وموظفيهم، وأسر في منطقة مجاورة، ومينيليك وسع منزل زوجته ليصبح القصر الإمبراطوري الذي لا يزال مقر الحكومة في أديس أبابا اليوم. وتغير الاسم من أديس أبابا وأصبح عاصمة إثيوبيا عندما أصبح منليك الثاني إمبراطور إثيوبيا. ونمت المدينة بسرعة فائقة. زرع الإمبراطور منليك الثاني العديد من أشجار أوكالبتوس على طول شوارع المدينة، وكانت واحدة من مساهماته التي ما زالت موجودة حتى اليوم.
احتلت القوات الإيطالية أديس أبابا في 5 مايو 1936 خلال الحرب الإيطالية الحبشية الثانية، مما يجعلها العاصمة الإيطالية لشرق أفريقيا من 1936 حتى 1941 بعد أن قتل حوالي مليون إثيوبي بغاز الخردل. بعد أن انهزم الجيش الإيطالي في إثيوبيا على يد الجيش البريطاني والقوات الوطنية الإثيوبية خلال حملة شرق أفريقيا، وعاد الإمبراطور هيلا سيلاسي إلى أديس أبابا في 5 أيار 1941 بعد خمس سنوات لغاية اليوم التالي لمغادرته وبدأ على الفور أعماله في إعادة إنشاء عاصمة بلده.
ساعد الإمبراطور هيلا سيلاسي في تشكيل منظمة الوحدة الأفريقية في عام 1963، ودعى إلى منظمة جديدة لإبقاء مقرها الرئيسي في المدينة. وتم حل المنظمة في عام 2002 وحلت محلها الاتحاد الأفريقي (الاتحاد الأفريقي)، كما يوجد مقرها الرئيسي أيضا في أديس أبابا. لجنة الأمم المتحدة الاقتصادية لأفريقيا أيضًا يوجد مقرها الرئيسي في أديس أبابا. وكانت أديس أبابا أيضا هي موقع مجلس الكنائس الأرثوذكسية الشرقية في عام 1965.

### منطقة أصول الجنس البشري
وكانت إثيوبيا تسمى كثيراً الموطن الأصلي للبشرية بسبب الاكتشافات المختلفة أحفوري بشري مثل Australopithecine لوسي. شمال شرق أفريقيا، ومنطقة عفار على وجه الخصوص كان المحور الرئيسي لهذه المطالبات حتى اقترحت أدلة الحمض النووي الأصول في مناطق جنوب وسط إثيوبية مثل أديس أبابا الحالية (Finfinee). بعد تحليل الحمض النووي لنحو 1,000 شخص في جميع أنحاء العالم، والاختصاصيين في الهندسة الوراثية وغيرهم من العلماء ادعوا انتشار البشر من ما يسمى الآن بأديس أبابا 100,000 سنة مضت. وأشار البحث إلى أن التنوع الوراثي في انخفاض منتظم، وأن الأسلاف من الأجداد سافرو من أديس أبابا، إثيوبيا.

## دراسات وإحصائيات سكانية
على أساس نتائج إحصاء رسمي للسكان السابق عام 2007، فيبلغ مجموع عدد سكان أديس أبابا 2.738.248، والتي تتكون من 1.304.518 الرجال والنساء 1.433.730. وأن المدينة حضارية كاملة، بدون أي سكان من الريف ضمن الحدود الإدارية للمدينة، أديس أبابا تحتوي على 22.9 ٪ من جميع سكان الحضر في إثيوبيا. مع مساحة تقدر ب 530.14 كيلومتر مربع (204.69 ميل2)، وهذه المدينة في معاهدة لديها قدر من الكثافة 5,165.1 نسمة لكل كيلومتر مربع (13,378/ميل2)
في الإحصاء الرسمي للسكان عام 1994، ورد أن عدد سكان المدينة بلغ 2,112,737 نسمة، منهم 1,023,452 من الرجال و1,089,285 من النساء. في ذلك الوقت، وكان السكان الحضر فقط 2,084,588 نسمة أو 98.7%. بالنسبة للمجلس الإداري بأكمله، كان هناك 404,783 أسرة في 376,568 وحدة سكنية، بمتوسط 5.2 شخص لكل أسرة.
جميع الجماعات الإثيوبية العرقية ممثلة في أديس أبابا بسبب موقعها كعاصمة للبلاد. يعطي هذا الخليط العرقي في المدينة على تنوع الثقافة مما جعل العاصمة أكثر جاذبية. المجموعات العرقية الرئيسية والصغيرة تعيش جنبا إلى جنب بدون أي تسجيل لتوترات بين الأعراق.
74.7 ٪ من السكان هم من المسيحيين الأرثودكس و 16.2 ٪ مسلمين، 7.8 ٪ من البروتستانت، و 0.5 ٪ من الكاثوليك، في حين أن 0.8 ٪ الباقية من أتباع الديانات الأخرى (مثل الهندوس واليهود والبهائيين والملحدون، إلخ).

## الجغرافيا والمناخ

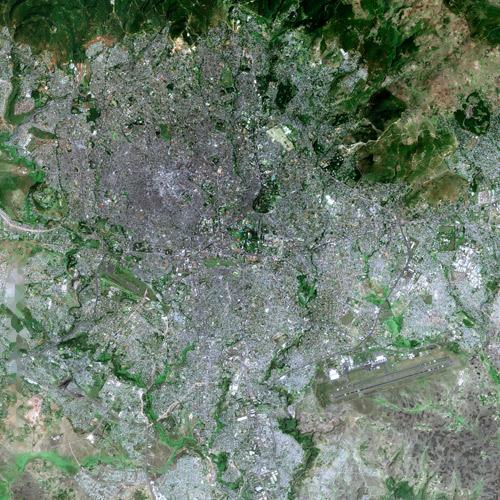
أديس أبابا كما تم التقاطها فضائيًا من القمر الصناعي سبوت.

أديس أبابا تحت تصنيف مناخ كوبن لديها مناخ شبه استوائي للأراضي الجبلية، المدينة تمتلك مزيج معقد من المناطق المناخية في المرتفعات، مع وجود اختلافات في درجات الحرارة تصل إلى 10 درجة مئوية، وهذا يتوقف على الارتفاع، وأنماط الرياح السائدة. ارتفاع درجات الحرارة يكون معتدل على مدار العام، ومكانة المدينة بالقرب من خط الاستواء يعني أن درجات الحرارة ثابتة جدا من شهر إلى شهر.
| البيانات المناخية لـأديس أبابا                                                                                    | البيانات المناخية لـأديس أبابا | البيانات المناخية لـأديس أبابا | البيانات المناخية لـأديس أبابا | البيانات المناخية لـأديس أبابا | البيانات المناخية لـأديس أبابا | البيانات المناخية لـأديس أبابا | البيانات المناخية لـأديس أبابا | البيانات المناخية لـأديس أبابا | البيانات المناخية لـأديس أبابا | البيانات المناخية لـأديس أبابا | البيانات المناخية لـأديس أبابا | البيانات المناخية لـأديس أبابا | البيانات المناخية لـأديس أبابا |
| الشهر | يناير                          | فبراير                         | مارس                           | أبريل                          | مايو                           | يونيو                          | يوليو                          | أغسطس                          | سبتمبر                         | أكتوبر                         | نوفمبر                         | ديسمبر                         | المعدل السنوي                  |
| --- | ------------------------------ | ------------------------------ | ------------------------------ | ------------------------------ | ------------------------------ | ------------------------------ | ------------------------------ | ------------------------------ | ------------------------------ | ------------------------------ | ------------------------------ | ------------------------------ | ------------------------------ |
| الدرجة القصوى °م (°ف)                                                                                             | 30 (86)                        | 28 (82)                        | 30 (86)                        | 29 (84)                        | 30 (86)                        | 29 (84)                        | 29 (84)                        | 32 (90)                        | 28 (82)                        | 27 (81)                        | 30 (86)                        | 28 (82)                        | 32 (90)                        |
| متوسط درجة الحرارة الكبرى °م (°ف)                                                                                 | 23.5 (74.3)                    | 24.5 (76.1)                    | 25.4 (77.7)                    | 24.8 (76.6)                    | 25.2 (77.4)                    | 23.4 (74.1)                    | 20.7 (69.3)                    | 20.7 (69.3)                    | 21.7 (71.1)                    | 22.7 (72.9)                    | 23.0 (73.4)                    | 22.9 (73.2)                    | 23.2 (73.8)                    |
| المتوسط اليومي °م (°ف)                                                                                            | 15.4 (59.7)                    | 16.6 (61.9)                    | 17.9 (64.2)                    | 17.9 (64.2)                    | 18.0 (64.4)                    | 17.0 (62.6)                    | 15.9 (60.6)                    | 15.8 (60.4)                    | 16.2 (61.2)                    | 15.7 (60.3)                    | 14.8 (58.6)                    | 14.9 (58.8)                    | 16.3 (61.4)                    |
| متوسط درجة الحرارة الصغرى °م (°ف)                                                                                 | 7.4 (45.3)                     | 8.7 (47.7)                     | 10.5 (50.9)                    | 11.1 (52.0)                    | 10.8 (51.4)                    | 10.6 (51.1)                    | 11.1 (52.0)                    | 11.0 (51.8)                    | 10.7 (51.3)                    | 8.7 (47.7)                     | 6.7 (44.1)                     | 7.0 (44.6)                     | 9.5 (49.2)                     |
| أدنى درجة حرارة °م (°ف)                                                                                           | 1 (34)                         | 1 (34)                         | 3 (37)                         | 6 (43)                         | 6 (43)                         | 1 (34)                         | 0 (32)                         | 6 (43)                         | 4 (39)                         | 2 (36)                         | 0 (32)                         | 0 (32)                         | 0 (32)                         |
| معدل هطول الأمطار مم (إنش)                                                                                        | 13 (0.5)                       | 30 (1.2)                       | 58 (2.3)                       | 82 (3.2)                       | 84 (3.3)                       | 138 (5.4)                      | 280 (11.0)                     | 290 (11.4)                     | 149 (5.9)                      | 27 (1.1)                       | 7 (0.3)                        | 7 (0.3)                        | 1٬165 (45.9)                   |
| متوسط الأيام الممطرة                                                                                              | 3                              | 5                              | 7                              | 10                             | 10                             | 20                             | 27                             | 26                             | 18                             | 4                              | 1                              | 1                              | 132                            |
| متوسط الرطوبة النسبية (%)                                                                                         | 47                             | 51.5                           | 47.5                           | 54.5                           | 53                             | 67.5                           | 79.5                           | 79                             | 71.5                           | 47.5                           | 48                             | 45.5                           | 57.7                           |
| ساعات سطوع الشمس اليومية                                                                                          | 9                              | 9                              | 8                              | 7                              | 8                              | 6                              | 3                              | 3                              | 5                              | 8                              | 9                              | 9                              | 7                              |
| المصدر #1: المنظمة العالمية للأرصاد الجوية (الأمم المتحدة) (الهطول)، (Climate-Data.org) لمتوسط درجات الحرارة      |                                |                                |                                |                                |                                |                                |                                |                                |                                |                                |                                |                                |                                |
| المصدر #2: (Voodoo Skies) لدرجات الحرارة، "بي بي سي" لبيانات الرطوبة وأشعةالشمس، "الوكالة الوطنية للأرصاد الجوية" |                                |                                |                                |                                |                                |                                |                                |                                |                                |                                |                                |                                |                                |

### الأقسام الإدارية
تنقسم المدينة إلى 10 أحياء، تسمى مدن فرعية (بالأمهرية: ክፍለ ከተማ، كيفلي كيتيما)، و99 جناحًا (بالأمهرية: ቀበሌ، كيبيلي)، المدن الفرعية العشرة هي:

## الاقتصاد

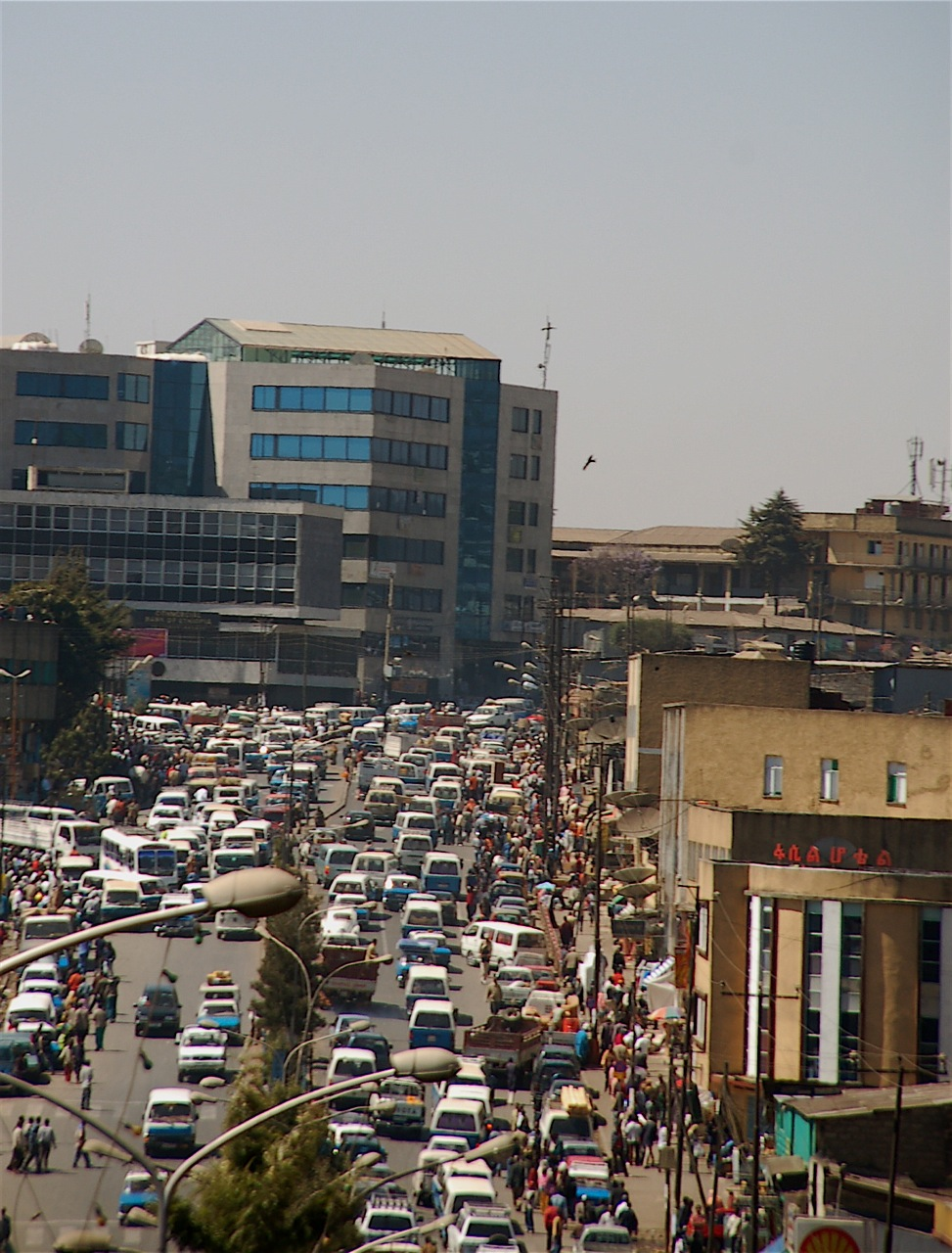
مركز أديس أبابا المزدحم

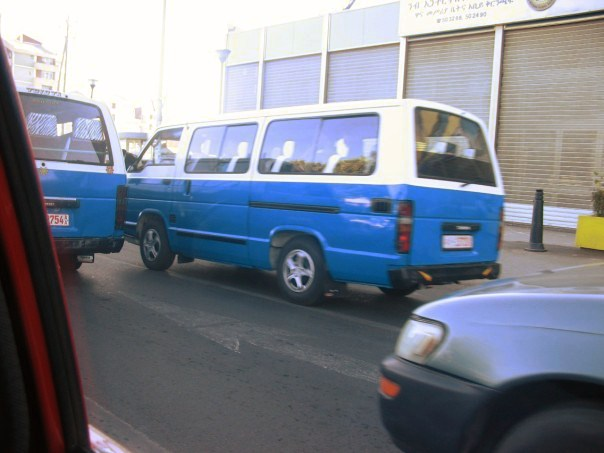
شارع بول في أديس أبابا

الأنشطة الاقتصادية في أديس أبابا متنوعة، وفقا لإحصاءات رسمية من الحكومة الفدرالية، فإن بعض 119.197 شخص في المدينة يعملون في التجارة والتبادل التجاري؛ 113.977 في الصناعة التحويلية والصناعة؛ 80.391 من ربات البيوت المختلفة والمتنوعة؛ 71.186 في الإدارة المدنية؛ 50.538 في مجال النقل والاتصالات؛ 42.514 في التعليم والصحة والخدمات الاجتماعية؛ 32,685 في خدمات الفنادق والمطاعم، و 16.602 في قطاع الزراعة. بالإضافة إلى سكان المناطق الريفية في أديس أبابا، وسكان المدن أيضا يشاركوا في تربية الحيوانات وزراعة الحدائق. حاليا 677 هكتار من الأراضي تروى سنويا، والتي فيها 129.880 قنطار من الخضروات المزروعة.
كثير من الإثيوبيين الفقراء يأتون من المناطق الريفية إلى أديس أبابا كمتسولين ويملئون بعض الشوارع. في الآونة الأخيرة، انخفض عدد المتسولين بعد محاولة الحكومة والمنظمات غير الحكومية لنقل بعضهم، وتوفير لهم التعليم وفرص العمل. إنها تعتبر نسبيًا مدينة نظيفة وآمنة، مع أن الجرائم الأكثر شيوعا هي النشل، النصب، والسطو البسيط. وفي الآونة الأخيرة كانت في المدينة طفرة في أعمال البناء مع البنايات شاهقة الارتفاع في كثير من الأماكن. أيضا أصبحت الخدمات الفاخرة المختلفة متاحة، وزاد بناء مراكز التسوق في الآونة الأخيرة. بعض الناس قد وصفوا المدينة «منتجع عاصمة أفريقيا.» 

## الحكومة
Arkebe Oqubay كان عمدة أديس أبابا، إثيوبيا. وشغل المنصب اعتبارا من أوائل عام 2003 إلى مايو 2005. في 31 مارس 2005، فإن Arkebe Oqubay أطلق عليه اسم «عمدة أفريقية لعام 2005» من قبل شبكة البث في أفريقيا. وخسر العمدة Oqubay رئاسة البلدية في أديس أبابا في مايو 2005 لبرهانو نيجا، ولكن بعد أن قاطعوا البرلمان برهانو نيجا.C.U.D أو الطرف كينيجيت، لم تتخذ الحكومة السيطرة على المدينة. قادة ائتلاف الوحدة والديمقراطية .C.U.D، وهم أحزاب المعارضة له التي حققت فوزا ساحقا في الانتخابات التي جرت في العاصمة، ففي وقت لاحق سجنوا وعدم السماح لهم بتولي السيطرة على المدينة. تم العفو عنهم وأطلق سراحهم بعد عامين في السجن.
رغم أن معظم ال.C.U.D رفضوا الانضمام للبرلمان، فبعض قادة ائتلاف الوحدة والديمقراطية والفصائل كافة وبقية أحزاب المعارضة انضموا للبرلمان في عام 2005. الحكومة عينت حكومة مؤقتة للمدينة تبعًا لبرهانو Deresa القائم بأعمال رئيس البلدية.

## المعالم

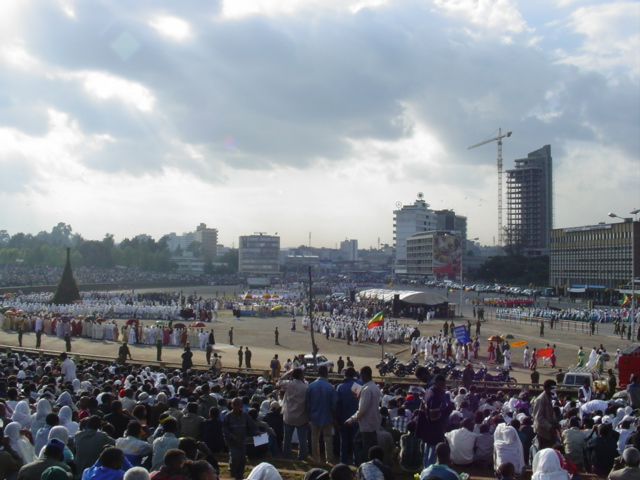
ساحة ميسكل في أديس أبابا

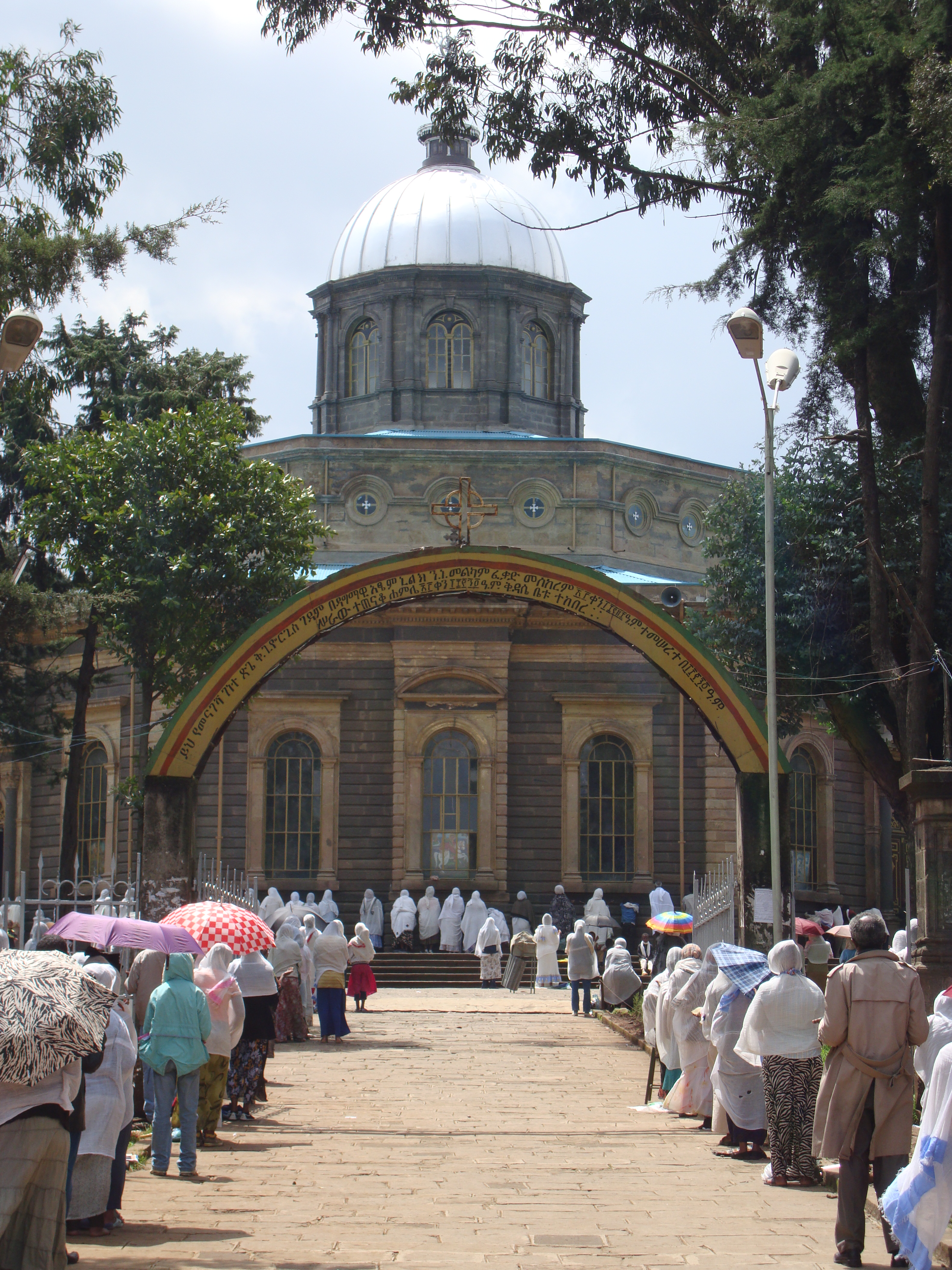
كاتدرائية سان جورج

أديس أبابا هو المقر الرئيسي للجنة الأمم المتحدة الاقتصادية لأفريقيا والاتحاد الأفريقي.
أنه يوجد هيكل عظمي متحجر ونسخة من الجبس للوسي (أسترالوبيثكس) البشري السالف (المعروف في إثيوبيا باسم Dinkinesh) هو محفوظ بالمتحف الوطني الإثيوبي في أديس أبابا. إن ساحة ميسكل هي واحدة من الساحات الشهيرة في المدينة والموقع لمهرجان مسكل السنوي في نهاية سبتمبر من كل عام عندما يتجمع الآلاف للاحتفال.
والمدينة هي موطن المكتبة الإثيوبية الوطنية، ومتحف الاثنولوجي الإثيوبي (والقصر السابق)، ومتحف أديس أبابا، والمتحف التاريخ الطبيعي الإثيوبي، ومتحف السكك الحديدية الإثيوبية والمتحف الوطني للبريد.
من المباني المرموقة تشمل المباني كاتدرائية القديس جورج (التي تأسست في عام 1896 وأيضا موطنا للمتحف)، كاتدرائية الثالوث المقدس (وسابقًا كانت أكبر كاتدرائية أرثوذكسية إثيوبية وموقع قبر سيلفيا بانكهورست)، بالإضافة إلى أنه مكان دفن الإمبراطور هيلا سيلاسي والعائلة الإمبراطورية، وأولئك الذين قاتلوا الإيطاليين خلال الحرب. وهناك أيضا القصر الإمبراطوري القديم لمينيليك الذي لا يزال في المقر الرسمي للحكومة، والقصر الوطني الذي كان يعرف سابقا باسم قصر اليوبيل (بنى ليميز الإمبراطور هيلا سيلاسي بمناسبة اليوبيل الفضي عام 1955) الذي هو مقر إقامة رئيس إثيوبيا.
ومسرح هاجر فيكير، هو أقدم مسرح في إثيوبيا، ويقع في حي بيازا. وتقع قاعة أفريقيا عبر شارع مينيليك الثاني من القصر، وهذا هو مكان المقر الرئيسي للأمم المتحدة الاقتصادية لأفريقيا، وكذلك معظم مكاتب الأمم المتحدة في إثيوبيا. بل هو أيضا موقع تأسيس منظمة الوحدة الأفريقية (OAU) التي أصبحت فيما بعد الاتحاد الأفريقي.
بالقرب من كاتدرائية الثالوث المقدس هو مبنى البرلمان، الذي بني في عهد الإمبراطور هيلا سيلاسي، مع برج الساعة الخاص به. وأنها لا تزال بمثابة مقعد البرلمان حتى اليوم. ويقع على الجانب الآخر من البرلمان هو قاعة شنغو ، التي بناها نظام درج من منغستو هايلي مريم بوصفها قاعة البرلمان الجديدة. إن قاعة شنغو كانت الأكبر بناء جاهز في العالم، التي شيدت في فنلندا قبل أن يتم تجميعها في أديس أبابا. فهو يستخدم لعقد اجتماعات كبيرة والاتفاقيات الدولية.
ويقع في حي ميركاتو، الذي صادف أن يكون أكبر سوق مفتوحة في أفريقيا، مسجد الأنور المثير للإعجاب، وهو أكبر مسجد في إثيوبيا. وتقع على بعد عدة أمتار إلى الجنوب الغربي من مسجد الأنور هي كنيسة راغويل، والتي تصور قرون الانسجام الديني الرائعة والتسامح بين المسيحيين والمسلمين في إثيوبيا.

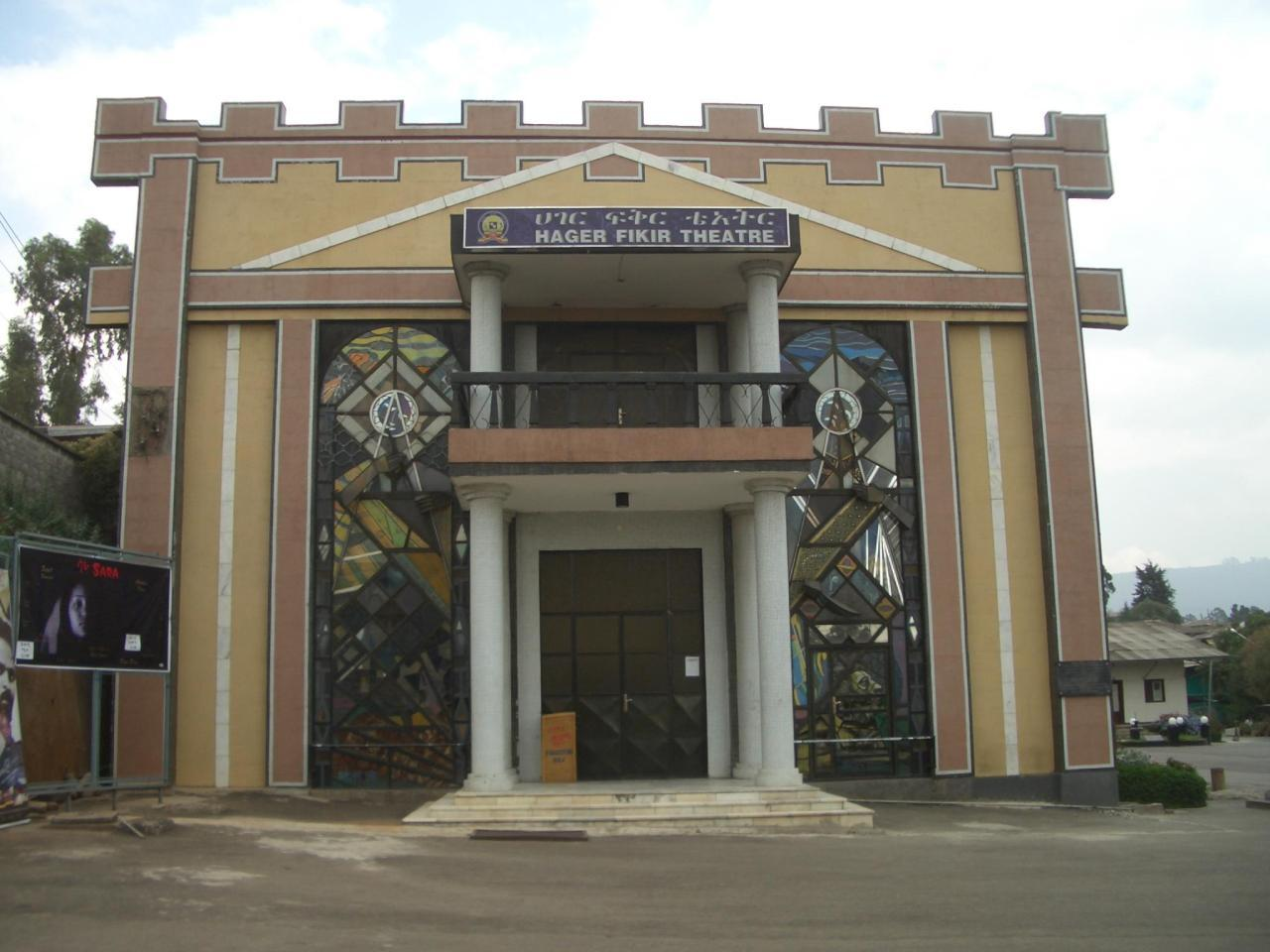
هاغر Fikir مسرح أديس أبابا (نيسان / أبريل 2006)

وتشمل المدينة على سمات أخرى كسوق ميركاتو الكبيرة، ميدان سباق الخيل في أرض السباق ليان ميدا، مركز استجمام بيهير تسيج وخط للسكك الحديدية إلى جيبوتي. وتشمل المرافق الرياضية على ملاعب أديس أبابا ونيالا. في البطولات الأفريقية لعام 2008 في الألعاب الرياضية وعقدت في أديس أبابا.
وإن جبال إنتوتو تبدأ بين الضواحي الشمالية. ضواحي المدينة تشمل شيرو ميدا وإنتوتو في الشمال، أوريل وبولي (المنزل إلى مطار بولي الدولي) في الشرق، نيفاس الحرير في الجنوب الشرقي، ميكانيسا في الجنوب، و كيرانيو و كولف في الغرب.
وتستضيف المدينة مركز نحن المستقبل، مركز رعاية الطفل التي توفر للأطفال ذوي ارتفاع كبير في مستوى المعيشة. المركز يدار تحت إشراف مكتب رئيس البلدية، والمنظمات الدولية غير الحكومية NGO للمنتدى العالمي يخدم في جمع التبرعات وبرنامج تخطيط ومنسق المراكز الجامعة لمركز الطفل في كل مدينة. كل مدينة CAF مرتبطة بالعديد من المدن القرينة لها والشركاء في القطاعين العام والخاص لخلق تحالف دولي فريد.

## التعليم

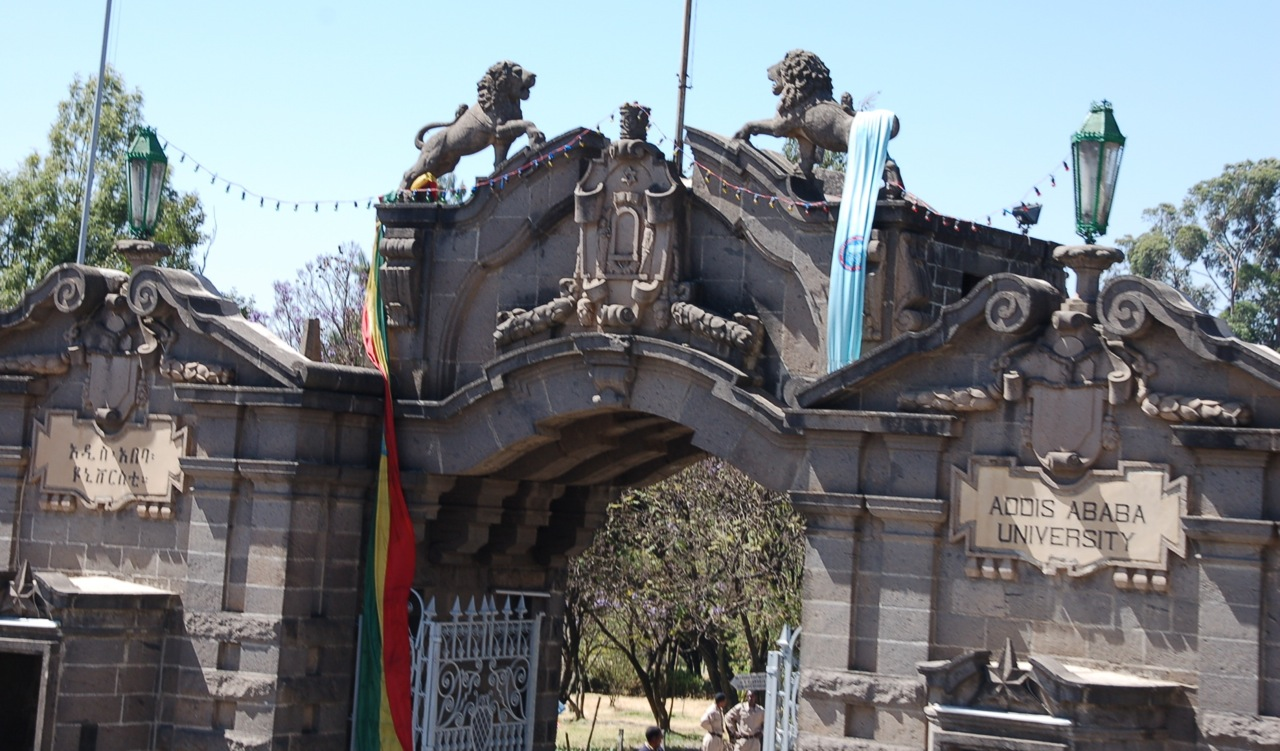
جامعة أديس أبابا

تأسست جامعة أديس أبابا في عام 1950 وكان اسمها في الأصل «كليات جامعة أديس أبابا»، ثم أعيدت تسميته في عام 1962 من أجل الإمبراطور الإثيوبي السابق هيلا سيلاسي الأول الذي تبرع بقصر غينيت ليول ليكون حرم الجامعة الرئيسي في السنة السابقة. وأنها حصلت على اسمها الحالي في عام 1975. على الرغم من أن الجامعة لديها ستة من سبع جامعات داخل أديس أبابا (ويقع السابع في ديبريزيت، حوالي 45 كـم (28 ميل) بعيدا)، كما أنه يحافظ على فروع في العديد من المدن في جميع أنحاء إثيوبيا. وأنها موطن لمعهد الدراسات الإثيوبية ومتحف الشعوب البدائية. ويوجد أيضًا في المدينة العديد من الكليات الخاصة بما في ذلك كلية أدماس، كلية الخدمة المدنية الإثيوبية وجامعة الوحدة.

## النقل

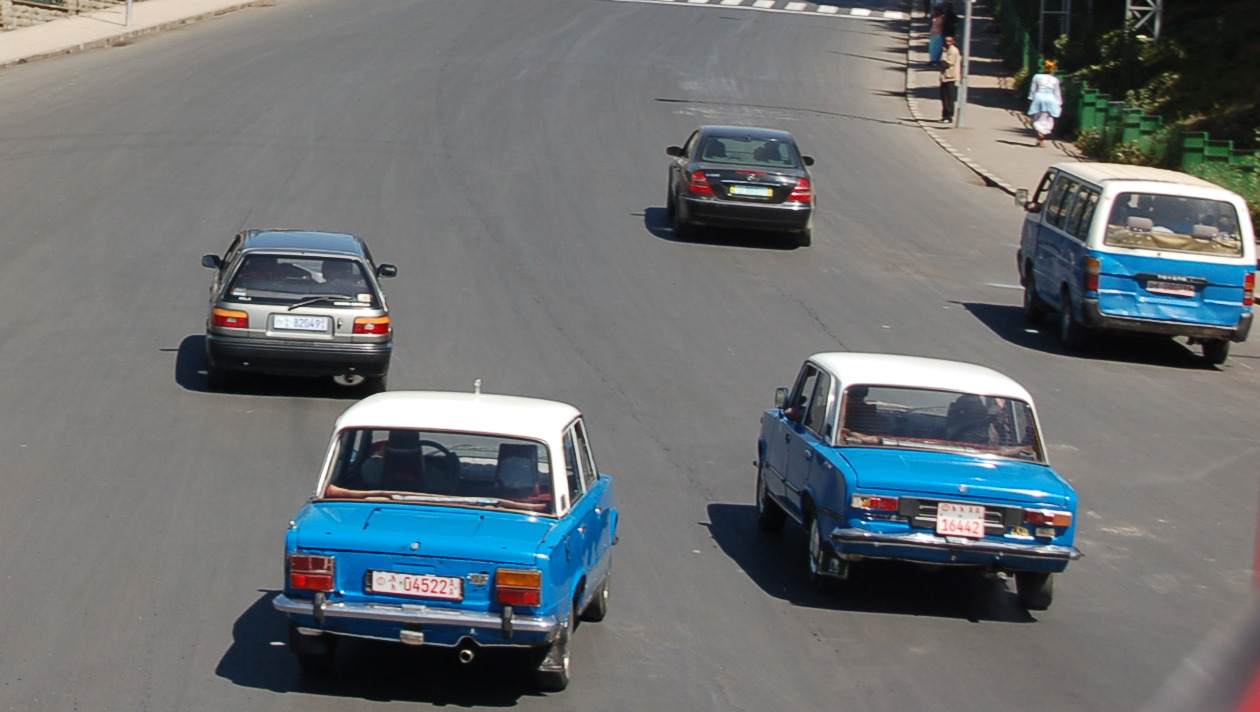
سيارات الأجرة في أديس أبابا الزرقاء المميزة

إن وسائل النقل العام تكون من خلال حافلات النقل العام من مؤسسة عنبيسة لخدمات الحافلات أو سيارات الأجرة المشتركة الزرقاء والبيضاء. وعادة تكون سيارات الأجرة حافلات صغيرة التي يمكن أن تحتوي اثني عشر شخصا على الأقل. ويكون شخصين مسئولين عن كل سيارة أجرة، والسائق و ويالا الذي يجمع الأجرة وينادي بالمكان المقصود بسيارة الأجرة.
ويخدم المدينة مطار بولي الدولي، حيث محطة جديدة فتحت في عام 2003. ومطار ليديتا القديم في المنطقة الغربية «المطار القديم» يستخدم غالبا من قبل طائرات صغيرة وطائرات عسكرية ومروحيات. [محل شك] أديس أبابا لديها أيضا وصلة لخط السكة الحديدية مع مدينة جيبوتي، وأن محطة السكك الحديدية لديها أسلوب فرنسي شبيه بصورة رائعة...
خدمة الحافلات الداخلية بين المدن يتم توفيرها من قبل شركة سلام لخط الحافلة المشترك.

## مدن شقيقة
- بئر السبع، إسرائيل 2004
- بكين، الصين
- شونشيون، كوريا الجنوبية
- لبسيا، ألمانيا 2004

## الشخصيات المرموقة
- 1978- ديناو مينجيستو ، المؤلف
- 1918- نيكوس باباتاكيس، المخرج اليوناني
- ميسريت ديفار - 1983, حصل على ميدالية ذهبية في 5000 م سنة 2004
- 1978 - لييا كيبيدي، عارضة الأزياء الإثيوبية
- نوح سمارة، الرئيس التنفيذي لشركة وورلد سبيس
- محمود أحمد، المغني الإثيوبية الموقر
- تيلاهون جيسيس، المغني الإثيوبي الشهير
- أمسيل أبيرا، مصمم الأزياء الشهير
- أستاذ أسرات ولدايز، جراح/ أستاذ ومؤسس AAPO
- الأمير إرمياس سهل سيلاسي، حفيد الإمبراطور هيلا سيلاسي
- كنا، (إيندي) موسيقي الروك
- هايله جبريسيلاسي، عداء للمسافات الطويلة
- الشيخ محمد حسين العمودي، المقاول

## معرض صور

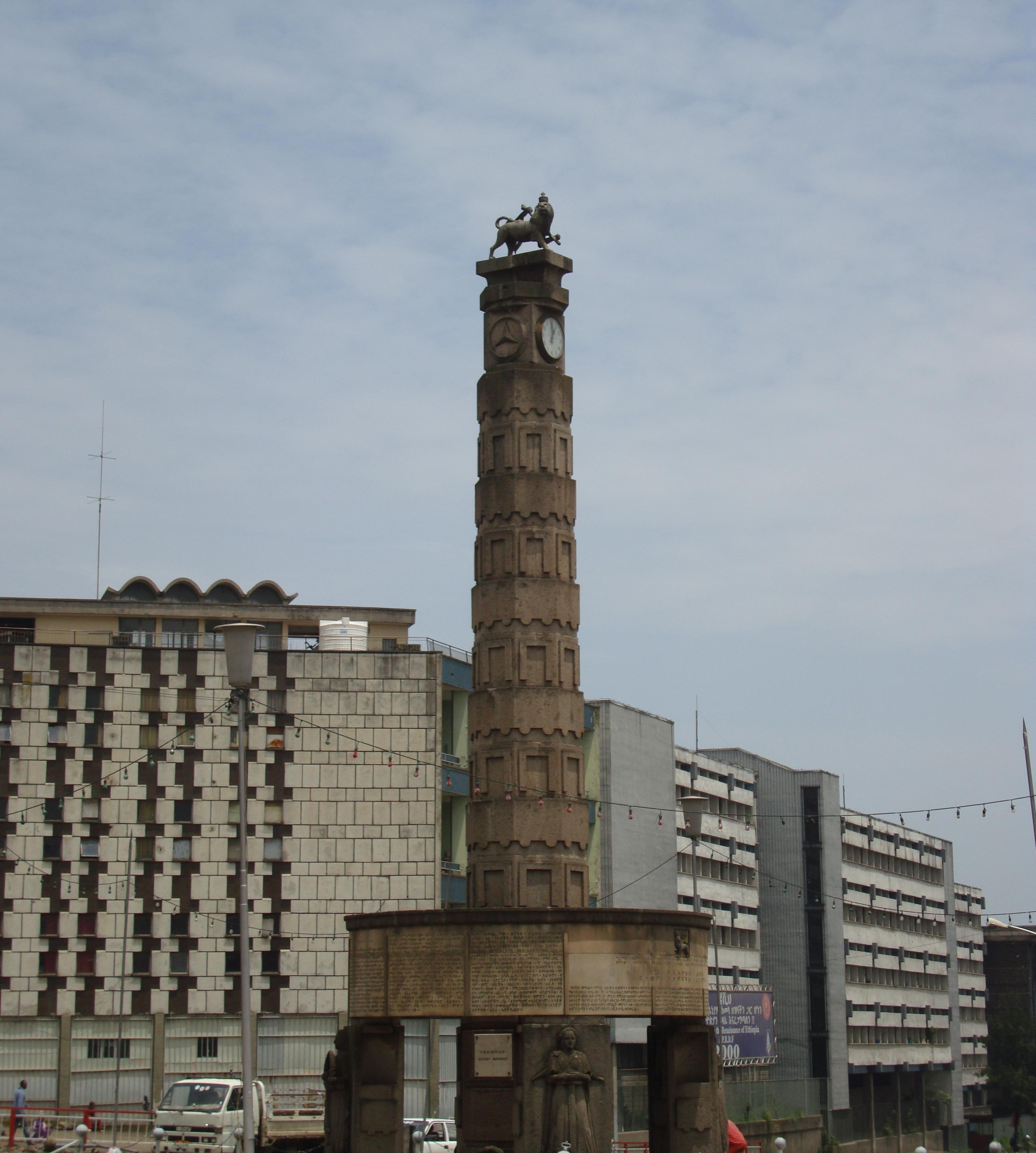
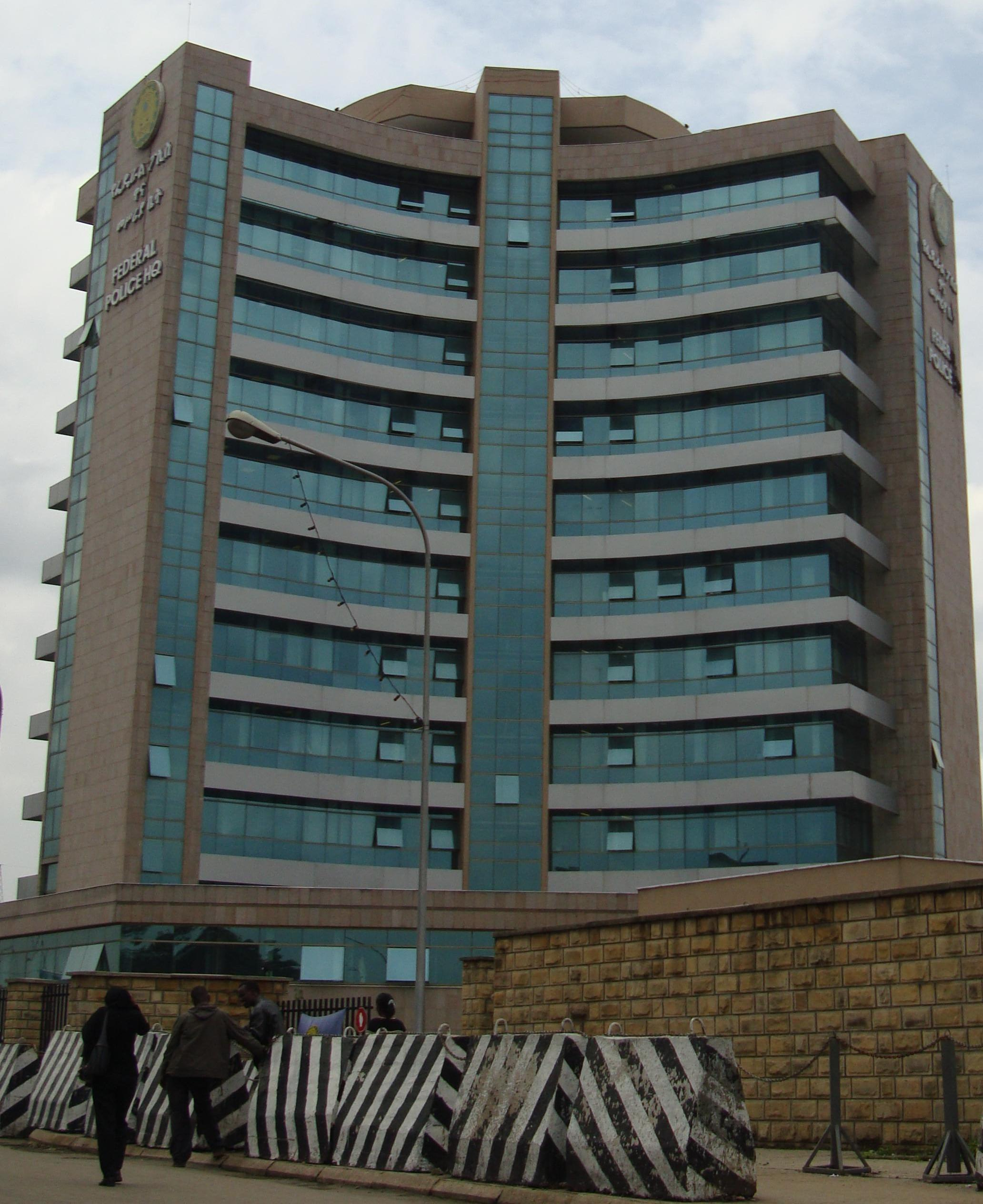
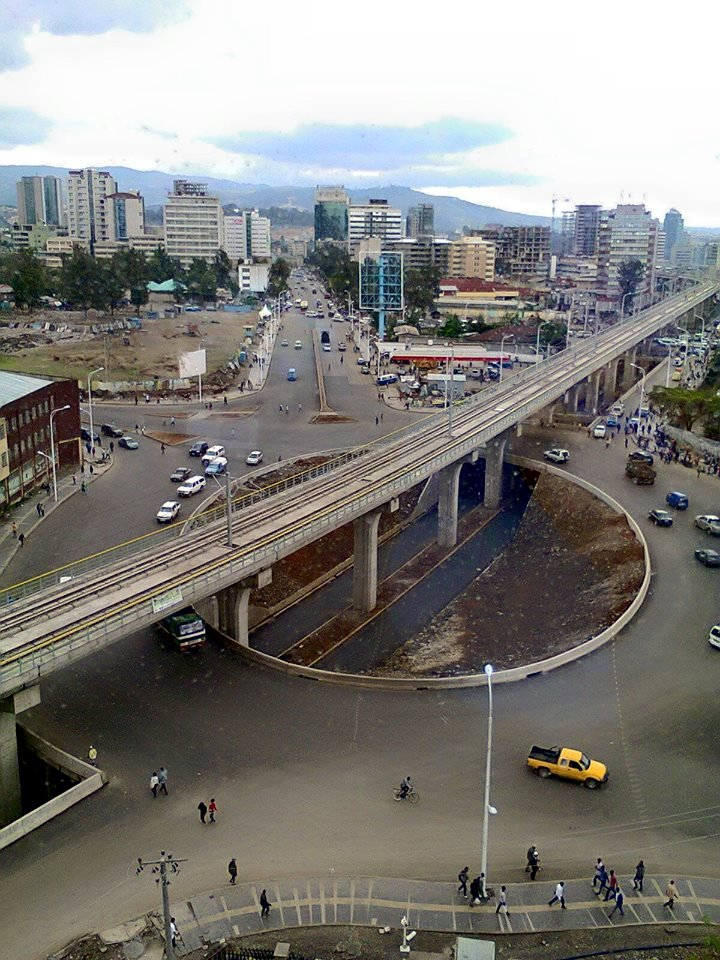
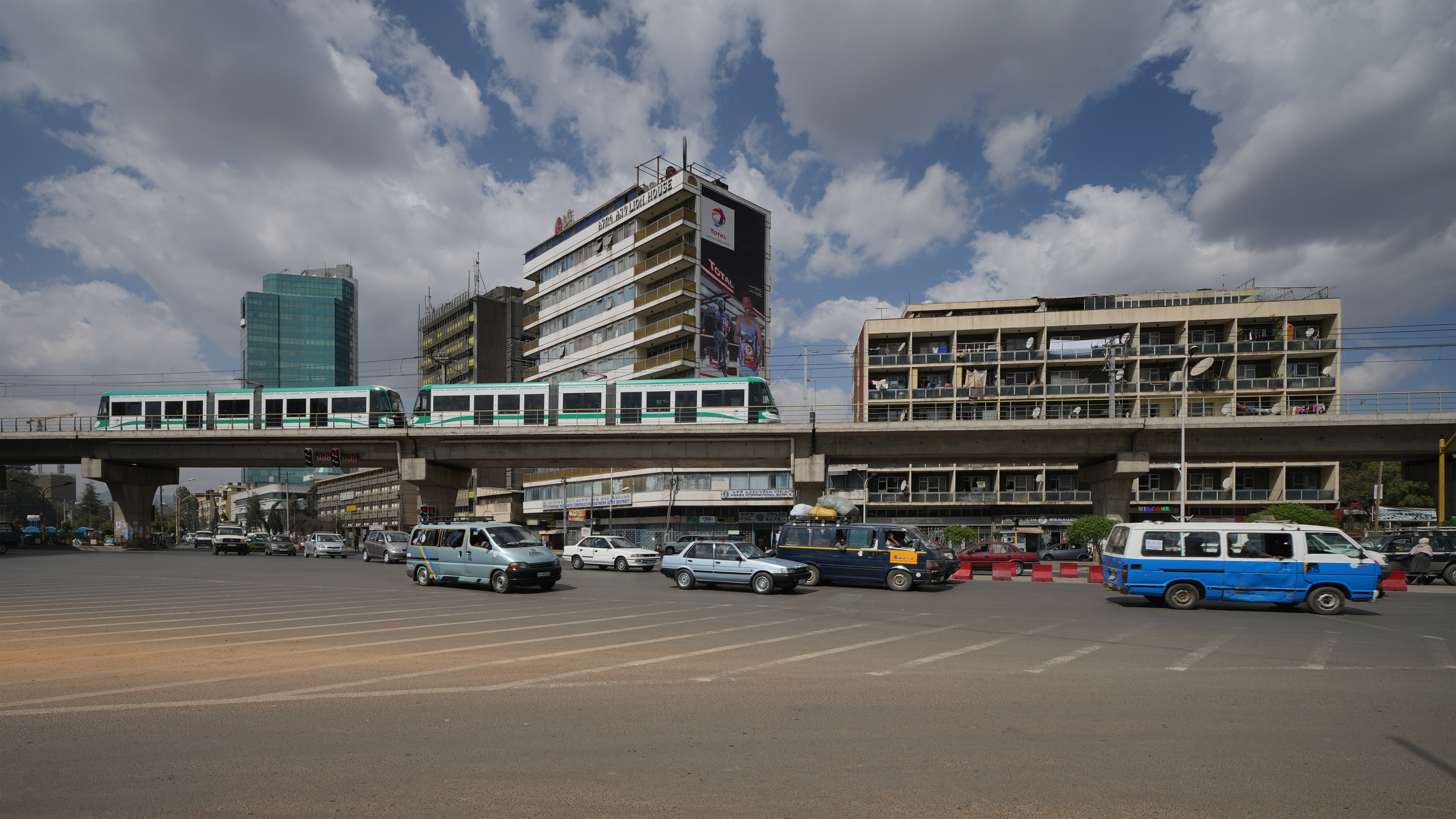
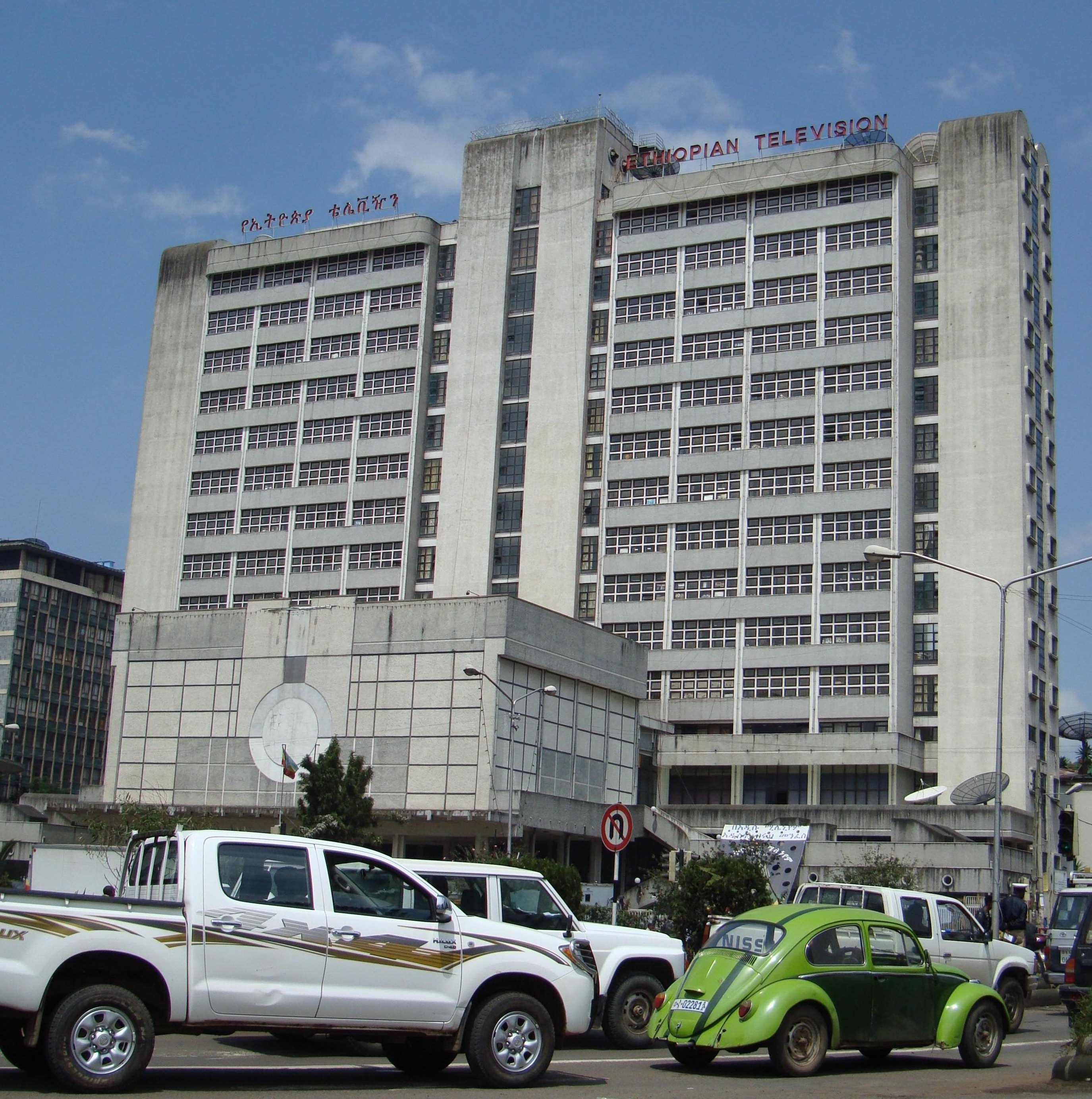
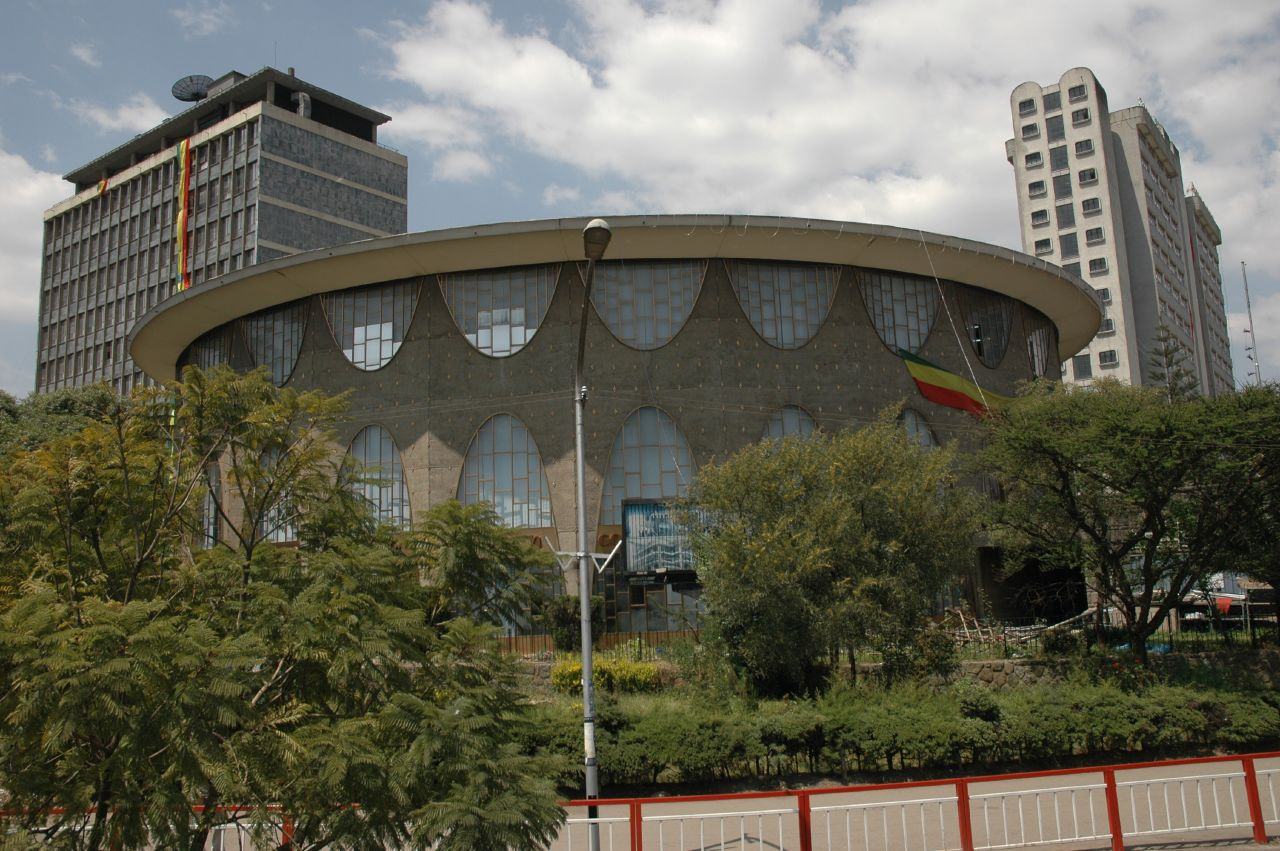

## وصلات خارجية

### رسمي
- إدارة مدينة أديس أبابا
- مجلس مدينة أديس أبابا

### معلومات عامة
- تقرير النزاهة العالمية: إثيوبيا[وصلة مكسورة] لديها تفاصيل عن برامج مكافحة الفساد والرقابة الحكومية.
- مقدمة إلى أديس أبابا
- الفنادق في أديس أبابا
- المدارس والكليات في أديس أبابا
- تقديم الدعم لرئيس بلدية بعناية أديس أبابا
- الفجر في أديس الوسائط المتعددة من CLPMag.org
- خريطة المدينة التفاعلية واكتشاف الأعمال

### الصور ودليل السفر
- معرض الصور لأديس أبابا
- رؤية بانورامية للمناظر من أديس أبابا (الأفق والأماكن)
- صور من أديس أبابا
- معرض صور من أديس أبابا
- خريطة FallingRain -- الارتفاع = 2365m (الأحمر النقاط هي السكك الحديدية)